# Quincy Promes
Quincy Anton Promes (Amsterdam, 4 de janeiro de 1992) é um futebolista neerlandês que atuava como ponta-direita. Atualmente, joga peloUnited FC, de Dubai, mas também está apelando de condenações criminais por agressão agravada e tráfico de drogas.
Promes foi submetido a processos criminais durante sua carreira. Em 2020, ele foi detido por causa de um incidente de esfaqueamento e posteriormente considerado culpado de agressão agravada em 2023. Mais tarde naquele ano, Promes foi acusado criminalmente por envolvimento no tráfico de cocaína e considerado culpado em 2024. Ele está apelando de ambos os veredictos. Devido a estas questões, a selecção holandesa não o convocou desde a primeira acusação em 2021. A Rússia não tem tratado de extradição com a Holanda, o que lhe permitiu continuar a jogar pelo Spartak.

## Carreira

### Twente
Promes fez sua estreia na Eredivisie pelo FC Twente em 11 de abril de 2012, entrando como substituto aos 36' do segundo tempo no jogo contra o AZ Alkmaar, que terminou em 2 a 2.

### Go Ahead Eagles
No dia 31 de julho de 2012, Promes foi emprestado ao Go Ahead Eagles para a temporada 2012-2013.

## Seleção Neerlandesa
Fez sua estreia pela seleção principal dos Países Baixos em março de 2014, num amistoso contra a seleção da França.

## Títulos
Spartak Moscou
- Campeonato Russo: 2016–17
- Supercopa da Rússia: 2017
- Copa da Rússia: 2021–22[3]

Ajax
- Supercopa dos Países Baixos: 2019